# Bollinger
Bollinger er et champagnemærke grundlagt i 1829 i Aÿ af Hennequin de Villermont, Paul Renaudin og Jacques Bollinger. Selskabet ejes af Bollingerfamilien og er en af de sidste store selvstændige champagneproducenter.
Selskabet producerer mindst fire typer champagne: Special Cuvée, Grand Année, R.D. (Récemment Dégorgé) og Vieille Vignes Françaises.
49°03′N 4°01′Ø / 49.05°N 4.01°Ø